# Уклонский, Александр Сергеевич
Алекса́ндр Серге́евич Укло́нский (4 ноября 1888 года, Гомель — 16 февраля 1972 года, Ташкент) — минералог, геохимик, академик Академии наук Узбекской ССР (1943), профессор Ташкентского университета и Ташкентского политехнического института.

## Биография
Родился 23 октября (4 ноября) 1888 года в городе Гомеле в семье православного священника. В 1901 году его семья переехала. в Ташкент, его отец преподавал в ташкентской гимназии.

### Образование
В 1908 году окончил первую мужскую гимназию в Ташкенте и поступил в Московский университет на естественное отделение физико-математического факультета, своей специализацией он выбрал геологию. Во время учёбы в университете он стал специализироваться под руководством В. И. Вернадского, бывшего до 1912 года заведующим кафедрой минералогии. Впоследствии он работал в научной лаборатории под руководством академика А. Д. Архангельского, занимался исследованием лёсса. Его первая научная работа называлась «К петрографии урочища Чимган», которую он написал на основании материалов, собранных во время летних каникул, которые проводил в Ташкенте.
В 1914 году А. С. Уклонский окончил университет по специальности «петрография» с дипломом первой степени и был оставлен при университете для подготовки к профессорскому званию. 

### Начало научной работы
В 1915 году он активно участвовал в работе группы молодых учеников В. И. Вернадского, собранной профессором В. В. Аршиновым на базе института «Литогея» для выявления минерального сырья. В это время он занимался вопросами изучения месторождений серы и написал на эту тему специальную статью.
В январе 1917 года поступил на работу старшим ассистентом в Варшавский политехнический институт, находившийся в тот момент, то есть во время Первой мировой войны в эвакуации в Нижнем Новгороде. Под руководством профессоров В. А. Ванюкова и Циглера осваивал такие прикладные дисциплины как металлургия, силикатное производство и горное дело.
После преобразования в 1918 году находившегося в Нижнем Новгороде Варшавского политехнического института в Нижегородский университет, А. С. Уклонский заведовал кабинетом кристаллографии и минералогии этого университета, а также читал для студентов университета курс кристаллографии и минералогии. В 1918 году, уже будучи преподавателем Нижегородского университета, он принимал участие в исследованиях почвенно-геологического и гидрогеологического строения правобережья реки Оки в Павловском уезде Нижегородской губернии.

### Деятельность в Средней Азии в 1920-х — 1930-х годах
Когда в 1920 году в соответствии с декретом советского правительства был организован первый в Средней Азии Туркестанский университет, А. С. Уклонский поехал в Ташкент в составе группы учёных и преподавателей.
С 1920 года Александр Сергеевич Уклонский работал в Среднеазиатском университете (САГУ) в Ташкенте. Им были созданы кафедры минералогии в ТашГУ и ТашПИ, а также самый крупный в Средней Азии минералогический музей.
В 1926 году он 9 месяцев проработал в Афганистане в качестве консультанта по вопросам геологии при смешанной Советско-Афганской комиссии.
Одним из наиболее крупных теоретических вопросов, которым занимался А. С. Уклонский — это теоретические положения о геохимии воды. Он предложил свой графический метод изображения характера воды, разработал метод определения разных вариантов генезиса воды, исходя из его химического состава, исследовал процессы растворения минеральных веществ и выделения их из воды, возникающие при смешении разного типа вод. За эти работы, по рекомендации академиков В. И. Вернадского и А. Е. Ферсмана, в 1927 году А. С. Уклонскому в 1927 году было присвоено звание профессора.
С 1927 года он — профессор Ташкентского университета и одновременно (с 1930 года) — профессор Среднеазиатского политехнического института, заведующий кафедрами минералогии обоих учебных заведений. Отличительной чертой научного творчества А. С. Уклонского была тесная увязка научной, минералогической и геохимической стороны любого вопроса с его практическим применением в промышленности. Им были изобретены и практически применялись как им самим, так и его сотрудниками целый ряд новых измерительных приборов. Имелись у А. С. Уклонского и изобретения технологического характера, например, автоклавный метод выплавки серы и др.
В 1928 году А. С. Уклонский начал разрабатывать положение о парагенезисе серы и нефти.
В 1937 году был утверждён в степени кандидата геолого-минералогических наук, а в 1938 году в степени доктора геолого-минералогических наук.
В 1940 году выходит в свет его монография «Парагенезис серы и нефти», в которой он обосновывает возможность нахождения нефти и газа в районе Газли, в районе которого впоследствии и были обнаружены крупные месторождения природного газа. Научные гипотезы А. С. Уклонского также способствовали обнаружению в Средней Азии промышленных месторождений серы.
Ряд работ А. С. Уклонского посвящён геохимии природных вод, в частности выяснению значения изотопов в геохимии воды. В связи с его научным интересом к геохимии воды, им была выдвинута теория о перемещённых минералах. Обобщая свои работы, а также развивая идеи своего учителя, академика В. И. Вернадского, он дал новые определения понятию «минерал» и «кристалл», а также ввёл новое понятие «протокристалл», под которым понималось реально существующая окристаллизованная молекула. Развивая понятие «протокристалл», он ввёл связанное с ним понятие «параэлементов» — элементов, одновременно находящихся в протокристалле.
А. С. Уклонским была предложена геохимическая классификация естественных минералов, что позволяло облегчить труд практических специалистов — геологов-поисковиков, химиков, металлургов и технологов. Им также был написан учебник «Минералогия», по которому училось не одно поколение студентов-геологов. А. С. Уклонский являлся крупным специалистом по гидрогеохимии, определению физических свойств минералов. В последние годы своей жизни он разрабатывал теорию об изобарическом и изотоническом парагенезисе химических элементов. Им же, на основании идей, высказанных В. И. Вернадским, выдвигалась интересная минералогическая гипотеза образования Земли.
В 20-х годах XX века он являлся одним из организаторов в Ташкенте Среднеазиатского отделения Геологического комитета, на базе которого впоследствии возник целый ряд институтов геологического профиля, и руководителем большого числа работ, по выявлению минеральных богатств Средней Азии. Именно трудами Александра Сергеевича Уклонского, его сотрудников и учеников было опровергнуто бытовавшее ранее мнение о безрудности Средней Азии.
В 1924 году им была организована разведка Аурахматского месторождения флюорита, его добыча и переработка. В 1927 году под его руководством производится обоснование сырьевой базы цементного завода в Кувасае. В 1928—1930 годах А. С. Уклонский организует коллектив молодых геологов для разведки месторождения серы, в результате чего были открыты и введены в эксплуатацию Шорсуйское и Чангырташское месторождения. В 1928 году он со своими учениками работает над изучением Нуратинского района, где в том числе были открыты крупнейшее Газганское месторождение мрамора и месторождения наждака. В это же время под его руководством проводились исследования в Каракалинском районе Туркмении.
В 1935—1937 годах под его руководством Верхнечирчикская экспедиция в районе Акташа обнаружила Аркутсайское месторождение мрамора, кислотоупоры Мелового перевала в Чимгане, Заркентское месторождение мрамора и др. Много было сделано Уклонским для обеспечения минеральным сырьём заводов, эвакуированных в Ташкент из европейской части СССР во время войны. В связи с созданием в это время огнеупорной промышленности в Узбекистане А. С. Уклонский принимал активное участие в изучении Ангренских каолиновых глин.
Под руководством А. С. Уклонского много лет изучались железорудные месторождения Средней Азии, а также изучалась минералогия ряда полиметаллических месторождений региона.

### Деятельность в 1940-х годах
В ноябре 1943 года, когда была организована Академия наук Узбекской ССР, А. С. Уклонский стал академиком Академии наук Узбекской ССР. В том же году (1943) ему было присвоено звание заслуженного деятеля науки Узбекской ССР.
В результате работ, проведённых Уклонским и его учениками, было детально изучено более 400 минералов, а также открыто несколько новых видов минералов. Один из таких вновь открытых минералов был назван в честь Александра Сергеевича Уклонского уклонсковитом. Под его руководством было защищено 2 докторские диссертации и свыше 22 кандидатских диссертаций.
Он был награждён в 1944 году орденом Трудового Красного Знамени за свою педагогическую работу и открытие железнорудных месторождений. В 1946 году за выдающиеся заслуги в изучении недр Средней Азии был награждён орденом Ленина, и в этом же году был награждён медалью «За доблестный труд в Великой Отечественной войне 1941—1945 годов».
А. С. Уклонский неоднократно (в 1936, 1939 годах) избирался депутатом городского совета Депутатов. Неоднократно (1945, 1950, 1963) награждался Почётными грамотами Президиума Верховного Совета Узбекской ССР.

### Последние годы жизни
В последние годы жизни А. С. Уклонский продолжал активно заниматься научной и педагогической работой, читал лекции студентам университета и политехнического института в Ташкенте. В 1960 году в составе советской делегации участвовал в работе Международного Минералогического Конгресса в Цюрихе.
В 1964 году он был избран Почётным членом Российского минералогического общества.
Умер А. С. Уклонский в Ташкенте в 1972 году и похоронен на Боткинском кладбище города.

## Семья
Александр Сергеевич Уклонский был трижды женат. Первый раз он женился ещё будучи студентом университета. От первого брака у него было трое детей. Однако жена с детьми не поехала с ним, когда он был вынужден поехать в Ташкент в 1920 году. В Ташкенте А. С. Уклонский женился второй раз. От этого брака у него детей не было. После смерти жены он женился на Нине Тимофеевне Виниченко. От этого брака в 1954 году у него родился сын Леонид.

## Память
В советское время в главном корпусе Ташкентского университета при университетском музее существовала мемориальная комната-музей А. С. Уклонского.